# Polish International 2018
Die Polish International 2018 im Badminton fanden vom 20. bis zum 23. September 2018 in Bieruń statt. Es war die siebente Auflage dieser Turnierserie in Polen.

## Sieger und Platzierte
| Disziplin    | Gold                           | Silber                                 | Bronze                                     |
| ------------ | ------------------------------ | -------------------------------------- | ------------------------------------------ |
| Herreneinzel | Kai Schäfer                    | Harsheel Dani                          | Iikka Heino                                |
| Herreneinzel | Kai Schäfer                    | Harsheel Dani                          | Lu Chia-hung                               |
| Dameneinzel  | Rituparna Das                  | Vrushali Gummadi                       | Jordan Hart                                |
| Dameneinzel  | Rituparna Das                  | Vrushali Gummadi                       | Priskila Siahaya                           |
| Herrendoppel | Lin Shang-kai Tseng Min-hao    | Miłosz Bochat Adam Cwalina             | Max Flynn Callum Hemming                   |
| Herrendoppel | Lin Shang-kai Tseng Min-hao    | Miłosz Bochat Adam Cwalina             | Nicklas Mathiasen Mikkel Stoffersen        |
| Damendoppel  | Mamiko Ishibashi Mirai Shinoda | Emilie Furbo Trine Villadsen           | Wiktoria Dąbczyńska Aleksandra Goszczyńska |
| Damendoppel  | Mamiko Ishibashi Mirai Shinoda | Emilie Furbo Trine Villadsen           | Lisa Kaminski Hannah Pohl                  |
| Mixed        | Jakub Bitman Alžběta Bášová    | Paweł Śmiłowski Magdalena Świerczyńska | Peter Lang Hannah Pohl                     |
| Mixed        | Jakub Bitman Alžběta Bášová    | Paweł Śmiłowski Magdalena Świerczyńska | Paweł Pietryja Aneta Wojtkowska            |